# (12879) 1998 QN18
A (12879) 1998 QN18 a Naprendszer kisbolygóövében található aszteroida. A LINEAR projekt keretében fedezték fel 1998. augusztus 17-én.

## Kapcsolódó szócikk
- Kisbolygók listája (12501–13000)